# Valérie Arrighetti-Ghibaudo
Valérie Arrighetti-Ghibaudo (* 14. Mai 1972 in Nizza) ist eine ehemalige französische Windsurferin. Sie gewann zwei Weltmeistertitel und fünf Vize-Weltmeistertitel im Slalom.

## Biografie
Arrighetti-Ghibaudo kam über ihre Familie zum Windsurfen. Im Alter von elf Jahren nahm sie erstmals an einem Wettkampf teil und mit 18 gewann sie ihren ersten internationalen Wettkampf vor Tarifa. Arrighetti-Ghibaudo stieg 2005 in den World Cup ein und errang gleich bei ihrem ersten Wettbewerb an der Costa Calma (Spanien) ihren ersten Podestplatz. Nach zwei weiteren Vize-Weltmeistertiteln 2007 und 2008 gewann sie 2009 ihren ersten Weltmeistertitel. Diesen Erfolg konnte sie 2012 wiederholen und errang damit den ersten Titel des inoffiziellen französischen Windsurf-Nationalteams Equipe de France de Funboard, welchem auch Antoine Albeau, Delphine Cousin Questel und Thomas Traversa angehören. Zudem erreichte sie von 2007 bis 2014 jedes Jahr die Top 3 der Slalom-Wertung.
Arrighetti-Ghibaudo ist Mutter eines Sohnes. Zudem fuhr sie an der Seite von Christian Estienne die französischen Autorallye-Meisterschaft.

## Erfolge

### World Cup Wertungen
| Saison | Slalom | Slalom |
| Saison | Platz  | Punkte |
| ------ | ------ | ------ |
| 2005   | 2.     | 2067   |
| 2006   | 6.     | 2067   |
| 2007   | 2.     | 4167   |
| 2008   | 2.     | 6102   |
| 2009   | 1.     | 6300   |
| 2010   | 2.     | 6267   |
| 2011   | 3.     | 6168   |
| 2012   | 1.     | 6201   |
| 2013   | 2.     | 4035   |
| 2014   | 3.     | 6036   |
| 2015   | 11.    | 3672   |
| 2016   | 21.    | 1803   |

### World Cup Siege
Valérie Arrighetti-Ghibaudo errang 20 Podestplätze, davon zehn Siege:
| Datum                   | Ort         | Land       | Disziplin |
| ----------------------- | ----------- | ---------- | --------- |
| 13.08.2007 – 18.08.2007 | Alaçatı     | Türkei     | Slalom    |
| 18.07.2008 – 28.07.2008 | Costa Calma | Spanien    | Slalom    |
| 11.08.2008 – 16.08.2008 | Alaçatı     | Türkei     | Slalom    |
| 16.05.2009 – 22.05.2009 | Ulsan       | Südkorea   | Slalom    |
| 09.06.2009 – 14.06.2009 | Costa Brava | Spanien    | Slalom    |
| 10.08.2009 – 15.08.2009 | Alaçatı     | Türkei     | Slalom    |
| 09.08.2010 – 14.08.2010 | Alaçatı     | Türkei     | Slalom    |
| 04.09.2010 – 08.09.2010 | Hyères      | Frankreich | Slalom    |
| 14.05.2011 – 20.05.2011 | Ulsan       | Südkorea   | Slalom    |
| 05.05.2012 – 11.05.2012 | Ulsan       | Südkorea   | Slalom    |